# Пата (округ Ґаланта)
Пата (словац. Pata) — село в окрузі Ґаланта Трнавського краю Словаччини. Площа села 25,16 км². Станом на 31 грудня 2015 року в селі проживало 3107 жителів.

## Історія
Перші згадки про село датуються 1138 роком.

## Географія
Протікає канал Заярч'є.

## Населення
| Рік:            | 1994. | 2004.   | 2014.   | 2024.   |
| --------------- | ----- | ------- | ------- | ------- |
| Кількість осіб: | 2906  | 3051    | 3077    | 3274    |
| Різниця:        |       | +4,98 % | +0,85 % | +6,40 % |

| Рік:            | 2023. | 2024.   |
| --------------- | ----- | ------- |
| Кількість осіб: | 3273  | 3274    |
| Різниця:        |       | +0,03 % |